# Henrietta Lacks
Henrietta Lacks, ursprungligen Loretta Pleasant, född 18 augusti 1920 i Roanoke, Virginia, död 4 oktober 1951, var en afroamerikansk tobaksodlare som blev känd för att ha gett upphov till HeLa-celler. Ibland har hon felaktigt refererats till som Helen Lane, Henrietta Lakes eller Helen Larson.
Vid upptäckten av Henrietta Lacks cancer tog George Otto Gey, vid Johns Hopkins University, ett cellprov från tumören utan vare sig hennes eller hennes familjs vetskap. HeLa-cellerna ligger bland annat till grund för poliovaccinet.

## Privatliv
Lacks föddes som Loretta Pleasant, som dotter till Eliza och Johnny Pleasant. Hennes familj var inte riktigt säker på när hennes namn ändrades från Loretta, men hon fick redan tidigt smeknamnet Hennie. När Henrietta var fyra år gammal, 1924, dog hennes mamma under födandet av sitt tionde barn. Oförmögen att själv ta hand om alla sina barn ensam, flyttade Henriettas far till Clover, Virginia. Där delade han barnen jämnt mellan ett flertal släktingar. Henrietta placerades hos sin morfar, Tommy Lacks, i en två våningar hög timmerstuga, som en gång i tiden använts som boende till slavarna som jobbade på tobaksplantagen. Stugan ägdes av hennes släktingar. Hon delade rum med sin nioåriga kusin och framtida man David "Day" Lacks (1915-2002). Precis som resten av släkten började Henrietta i tidig ålder att arbeta på tobaksfälten. 1935, när hon endast var 14 år gammal, fick hon sin första son, Lawrence. Fyra år senare (1939) födde hon sin första dotter, Elise. Elise var utvecklingsstörd och beskrevs av familjen som "annorlunda" eller "dövstum". Den 10 april 1941 gifte sig Henrietta och Day. Senare det året kunde Day, med pengar han ärvde av en kusin, köpa ett hus på 713 New Pittsburgh Avenue i Turner Station, Maryland. Turner Station var ett av de äldsta och största afroamerikanska samhällena i Baltimore County på den tiden. Henrietta och Day fick tre barn till,  David "Sonny" Jr. (född 1947), Deborah Pullum (född Deborah Lacks; 1949–2009), och Zakariyya Bari Abdul Rahman (född Joseph Lacks; 1950). Runt samma tid som Henrietta fick behandling av sin cancer placerades Elise på the Hospital for the Negro Insane, som senare döptes om till Crownsville Hospital Center, där hon även dog 1955.

## Sjukdomshistoria
Henrietta Lacks var under hela sitt liv plågad av olika sjukdomar. Hon led av andningssvårigheter ända från sin barndom, på grund av upprepade halsinfektioner och en sned septum nasi i näsan, vilken hon avböjde att operera trots läkarnas rekommendationer. Hon hade värk i samma tand i hela fem år, innan hon gick med på att dra ut den samtidigt med flera andra tänder. Hennes förstfödda dotter led av epilepsi och stumhet genom hela livet. Under sina två sista graviditeter hade hon oförklarad vaginal blödning och blod i urinen. Hon rekommenderades att ta prov för sicklecellanemi men avböjde även det. Hon hade symtomatisk neurosyfilis, men ställde in sin behandling och sade att hon mådde bra. Kort före sin död visade hon positivt för ett gonorrétest, men dök inte upp för sin behandling. Den 29 januari 1951 åkte hon in till Johns Hopkins, sjukhuset i Baltimore, för en gynekologisk undersökning där de hittade en knuta på hennes livmoderhals. Hon återkom med jämna mellanrum för uppföljning och senare för behandling. Hon dog av sin cancer kl. 00.15 den 4 oktober 1951.

## Behandlingar
Det hela började med att Henrietta kände en "knuta" i sin livmoder, vilket hon tillsammans med sin kusin trodde var ett tecken på att hon var gravid. Detta stämde emellertid, men efter födseln upptäckte Henrietta det hon trodde var hemorrojder. Man upptäckte ett tillstånd kallat Epidermoidkarcinom i cervix stadium I, vilket är cancer i livmoderhalsen. Karcinom i livmoderhalsen delas in i två typer: invasiva och icke-invasiva, där skillnaden är att den hos den icke-invasiva inte än har hunnit tränga igenom livmoderhalsens ytlager. Henrietta led av elakartad cancer. På 1950-talet användes radium, vars strålning hade egenskapen att döda celler som "botemedel" mot cancer. Henrietta genomgick väldigt många radiumbehandlingar innan sin död. I början verkade det faktiskt fungera, med enkla biverkningar som ökade blödningar, men tumören/tumörerna lyckades alltid återkomma. Det gick så långt att hon var tvungen att genomgå en behandling om dagen. Strålningen gjorde hela hennes skinn på magen svart och torrt samt hennes förmåga att få barn igen försvann. Hade hon vetat om att hon aldrig mer skulle kunna bli gravid hade hon inte genomgått behandlingen. Trots alla "lyckade" behandlingar spred sig cancern runt om i Henriettas kropp och täckte till slut över urinblåsan, vilket gjorde att hon inte kunde urinera på egen hand, utan blåsan behövde tömmas med kanyl på sjukhuset Johns Hopkins, där alla behandlingar genomgicks. Tumörerna fortsatte att sprida sig tills hela hennes kropp var en enda stor cancerbehållare. Till slut kunde inte läkarna ens sätta in kanyler i hennes ådror och man bestämde därför sig för att avbryta behandlingarna och endast ge henne smärtstillande medicin som morfin.